# آنابل کوستن
آنابل کوستن (به انگلیسی: Annabel Kosten) (زادهٔ ۲۳ مهٔ ۱۹۷۷ ‏(۴۷ سال)) شناگر اهل هلند است.